# Spoorlijn Luxemburg - Wasserbillig
De spoorlijn Luxemburg - Wasserbillig is een spoorlijn in Luxemburg tussen de hoofdstad en de Duitse grens nabij Trier. De lijn is 37,4 km lang en heeft als nummer CFL Lijn 3.

## Geschiedenis
Het traject werd op 29 augustus 1861 door de Compagnie Grande Luxembourg (GL) geopend. Het tweede spoor werd op 30 september 1918 over de hele lengte geopend.

## Treindiensten
Op 30 januari 2011 werd bekend dat Chemins de fer luxembourgeois (CFL) een aanbesteding van Zweckverband Schienenpersonennahverkehr Rheinland-Pfalz Nord voor treindiensten als Regional-Express tussen Luxemburg en Trier en aansluitend eenmaal per uur als Regional-Express tussen Trier en Koblenz had gewonnen. Deze aanbesteding loopt tussen 14 december 2014 en december 2029. Voor deze treindienst heeft CFL reeds een aantal treinen van het type 2300 besteld bij Stadler Rail.
| Serie        | Treinsoort             | Route                                                                                     | Bijzonderheden                        |
| ------------ | ---------------------- | ----------------------------------------------------------------------------------------- | ------------------------------------- |
| RE 4850      | Regional-Express (CFL) | Luxemburg – Wasserbillig                                                                  | Op werkdagen, één trein per dag.      |
| RE 5100RE 11 | Regional-Express (CFL) | Luxemburg – Wasserbillig – Igel – Trier Hbf – Wittlich Hbf – Cochem (Mosel) – Koblenz Hbf |                                       |
| RB 4800      | Regionalbahn (CFL)     | Luxemburg – Wasserbillig                                                                  |                                       |
| RB 5150      | Regionalbahn (CFL)     | Luxemburg – Wasserbillig – Trier Hbf                                                      | Op werkdagen, enkele treinen per dag. |

## Aansluitingen
In de volgende plaatsen is of was er een aansluiting op de volgende spoorlijnen:
Luxemburg
CFL 1, spoorlijn tussen Luxemburg en Troisvierges
CFL 4, spoorlijn tussen Luxemburg en Oetrange
CFL 5, spoorlijn tussen Luxemburg en Kleinbettingen
CFL 6, spoorlijn tussen Luxemburg en Bettembourg
CFL 7, spoorlijn tussen Luxemburg en Pétange
Oetrange
CFL 4, spoorlijn tussen Luxemburg en Oetrange
Wasserbillig
CFL 1a, spoorlijn tussen Ettelbruck en Grevenmacher
Wasserbillig grens
DB 3140, spoorlijn tussen Ehrang en Igel

## Elektrificatie
Het traject van de CFL werd in 1956 geëlektrificeerd met een spanning van 25.000 volt 50 Hz.
Op de brug over de Sauer bij Wasserbillig bevindt zich een spanningssluis. Elektrische locomotieven en treinstellen op dit deel van het traject moeten daarom beide spanningen aankunnen. De huidige RE-ritten van de CFL van en naar Trier worden met multicourante treinstellen van Stadler KISS gereden.
CFL Lijn 3:
Luxemburg · Cents-Hamm · Sandweiler-Contern · Oetrange · Munsbach · Roodt · Betzdorf · Wecker · Manternach · Mertert · Wasserbillig
Zie ook: CFL Lijn 1 · CFL Lijn 2 · CFL Lijn 4 · CFL Lijn 5 · CFL Lijn 6 · CFL Lijn 6a · CFL Lijn 6b · CFL Lijn 6c · CFL Lijn 7